# Chi dice donna dice donna
Chi dice donna dice donna è un film del 1976, diretto da Tonino Cervi.

## Trama
Il film è diviso in cinque episodi. 

### Donne d'affari
Trascurate dai mariti, Belle e Mimì aprono una casa di tolleranza. Loro si vendono, i mariti "acquistano". 

### La "Signorina X"
Una donna, colpita da amnesia, si sbaglia su marito e figli. 

### La donna erotica
Un'operaia si inventa sexy star, ma combina un disastro. 

### Papà e maman
A Parigi, Sonia e Gilbert, travestiti professionisti, hanno... un figlio.

### Ma non ci sposano
In Svezia, Filippo sposa una sacerdotessa luterana.